# Elias Reusner
Pour les articles homonymes, voir Reusner.
Elias Reusner (né le 8 septembre 1555 à Löwenberg, mort le 1er octobre 1612 à Iéna) est un historien allemand.

## Biographie
Elias est le fils de Franz Reusner et de sa femme Barbara Fritschner, un frère de Nicolas Reusner. En juillet 1578, Reusner s'inscrit à l'université de Wittenberg. Il poursuit ses études à l'université de Strasbourg et à l'université de Bâle. En 1591, il devient professeur d'histoire et de poésie à l'université d'Iéna, où il obtient une licence en médecine le 12 août 1591. En tant que maître de conférences à Salana, il participe également aux tâches d'organisation. Il est plusieurs fois doyen de la faculté de philosophie et aux semestres d'été 1599 et 1611 recteur de l'alma mater. Reusner apparaît principalement dans le domaine historique de la généalogie des nobles. Il meurt alors que la peste sévit à Iéna et une pierre tombale est érigée pour lui dans l'église Saint-Michel d'Iéna.
Ses ouvrages Ephemeris, siue Diarivm Historicvm : In Quo Est Epitome Omnium Fastorum & Annalium tam Sacrorum, quam Profanorum ; Accedit Vetus Calendarium, écrit avec son frère, publié en 1590, et Stratagematographia, sive thesaurus bellicus, docens, quomodo bella iuste et legitime suscipi, recte & prudenter administrari, commode & sapienter confici debeant, publié en 1609, sont mis à l’Index librorum prohibitorum en 1601 et en 1623.